# بياوي
ولايـة بياوي واحدة من الولايات السبع والعشرين الفدرالية البرازيلية، تقع في شمال غرب المنطقة الشمالية الشرقية من البرازيل ويحد الولاية من الشمال المحيط الأطلسي ومن ولاية سيارا وبيرنامبوكو من الشرق ولايــة باهيا من الجنوب وتوكانتينس من الجنوب الغربي ولاية مارانهاو من الغرب ومن الشمال الغربي.عاصمتها مدينة تيريسينا, أهم مدن الولايـة : تيريسينا، بارنايبا، بيكوس، فلورينو، ساو نيكولاو.
يشكل
نهر بارنيبا الحدود مع مارانهاو طوال طوله ؛ تقالولايةلة بالكامل تقريباً داخل حوض بارنيبا وروافده. جزء من الولاية على ساحل المحيط الأطلسي وعلى طول الجزء السفلي من بارنيبا منخفض ومستنقع ومليء بالملاريا تاريخياً. جنوب هذا البلد يرتفع تدريجيا إلى هضبة مع الحقول المفتوحة.
بياوي هي واحدة من أفقر ولايات البرازيل.  قطاع الخدمات هو أكبر مكون في الناتج المحلي الإجمالي بنسبة 60.1 ٪، يليه القطاع الصناعي بنسبة 27.3 ٪. تمثل الزراعة 12.6 ٪ من الناتج المحلي الإجمالي (2004). تشمل صادرات بياوي الزيوت الأساسية 19.5٪ وفول الصويا 17.1٪ والقطن المنسوج 15.1٪ والكاجو 12.6٪ والقشريات 12.4٪ والجلود 8.3٪ (2002).
مجموعة كلودينو هي أكبر شركة صناعية لها مقر في الولاية. لديهم مبيعات سنوية تبلغ حوالي 700 مليون دولار. 
تشير التقديرات إلى أن التحويلات من الحكومة الفيدرالية تمثل حوالي ثلث الناتج المحلي الإجمالي للولاية.

## الاقتصاد
ولاية بياوي تعتمد على التجارة وعلى الصناعة في خط النسيج وعلى الزراعة وتربية الحيوانات وتلعب دوراً مهما في الاقتصادها أيضا لاحتوائها على شواطئ مميزه في البرازيل، وحاليا الولاية تستثمر في زراعة وتصنيع بيوديزل.

## المناخ
المناخ حار ورطب في الأراضي المنخفضة وعلى طول نهر بارنيبا ، ولكن في المناطق المرتفعة يكون الجو جافًا مع ارتفاع درجات الحرارة خلال النهار والليالي الباردة.

## أعلام
- ويسلي سميث ألفيس فاتوسأ